# Saprinus lopatini
Saprinus lopatini är en skalbaggsart som beskrevs av Kryzhanovskij och Tischechkin 1994. Saprinus lopatini ingår i släktet Saprinus och familjen stumpbaggar. Inga underarter finns listade i Catalogue of Life.